# 卢伊费尔
卢伊费尔（法語：Louisfert，法語發音：[lwifɛʁ] ⓘ）是法国大西洋卢瓦尔省的一个市镇，属于沙托布里扬-昂斯尼区。

## 地理
卢伊费尔（47°40'30"N, 1°25'59"W）面积18.16 平方千米，位于法国卢瓦尔河地区大区大西洋卢瓦尔省，该省份为法国西北部沿海省份，位于布列塔尼半岛东南部，北起伊勒-维莱讷省，西北接莫尔比昂省，西临大西洋，南至旺代省，东临曼恩-卢瓦尔省。
与卢伊费尔接壤的市镇（或旧市镇、城区）包括：沙托布里扬、埃尔布赖、伊塞、穆瓦东拉里维耶尔、圣欧班德沙托、圣樊尚德朗德。
卢伊费尔的时区为UTC+01:00、UTC+02:00（夏令时）。

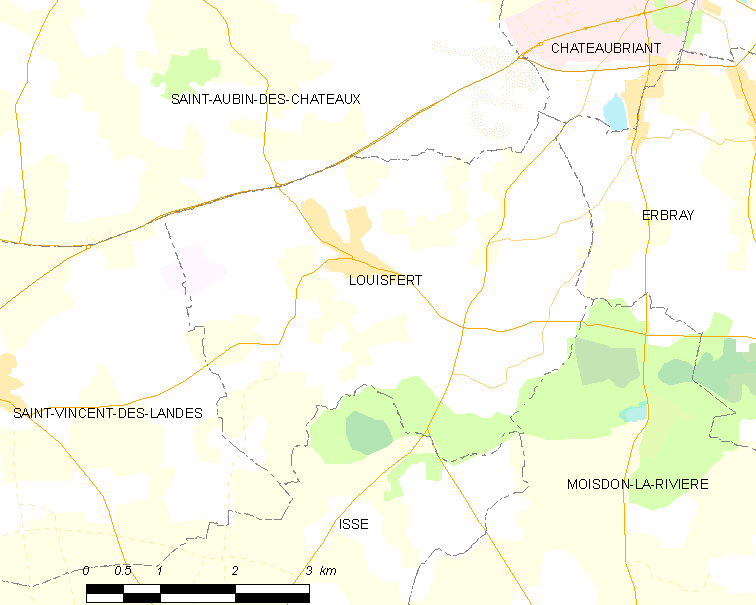
卢伊费尔的OSM定位图

## 行政
卢伊费尔的邮政编码为44110，INSEE市镇编码为44085。

## 政治
卢伊费尔所属的省级选区为沙托布里扬县。

## 人口

1962-2008年间卢伊费尔人口变化图示

卢伊费尔于2022年1月1日时的人口数量为949人。